# Stanford (Kentucky)
Stanford es una ciudad ubicada en el condado de Lincoln en el estado estadounidense de Kentucky. En el Censo de 2010 tenía una población de 3487 habitantes y una densidad poblacional de 434,16 personas por km².

## Geografía
Stanford se encuentra ubicada en las coordenadas 37°32′3″N 84°39′54″O / 37.53417, -84.66500. Según la Oficina del Censo de los Estados Unidos, Stanford tiene una superficie total de 8.03 km², de la cual 7.97 km² corresponden a tierra firme y (0.81%) 0.06 km² es agua.

## Demografía
Según el censo de 2010, había 3487 personas residiendo en Stanford. La densidad de población era de 434,16 hab./km². De los 3487 habitantes, Stanford estaba compuesto por el 89.82% blancos, el 7.31% eran afroamericanos, el 0.2% eran amerindios, el 0.49% eran asiáticos, el 0% eran isleños del Pacífico, el 0.8% eran de otras razas y el 1.38% pertenecían a dos o más razas. Del total de la población el 1.81% eran hispanos o latinos de cualquier raza.